# 軍令部

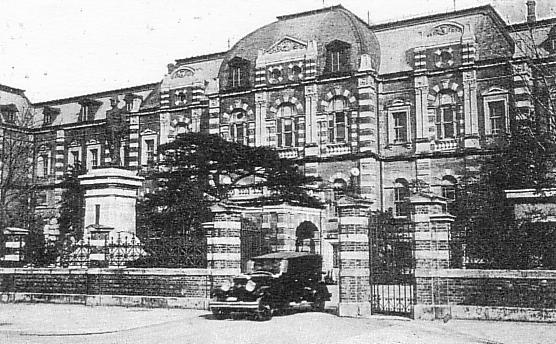
1930年代の海軍省及び軍令部。

軍令部（ぐんれいぶ）は、大日本帝国海軍の軍令機関。海軍省が内閣に従属し軍政・人事を担当するのに対し、軍令部は天皇に直属し、その統帥を輔翼する立場から、海軍全体の作戦・指揮を統括する。

## 概要

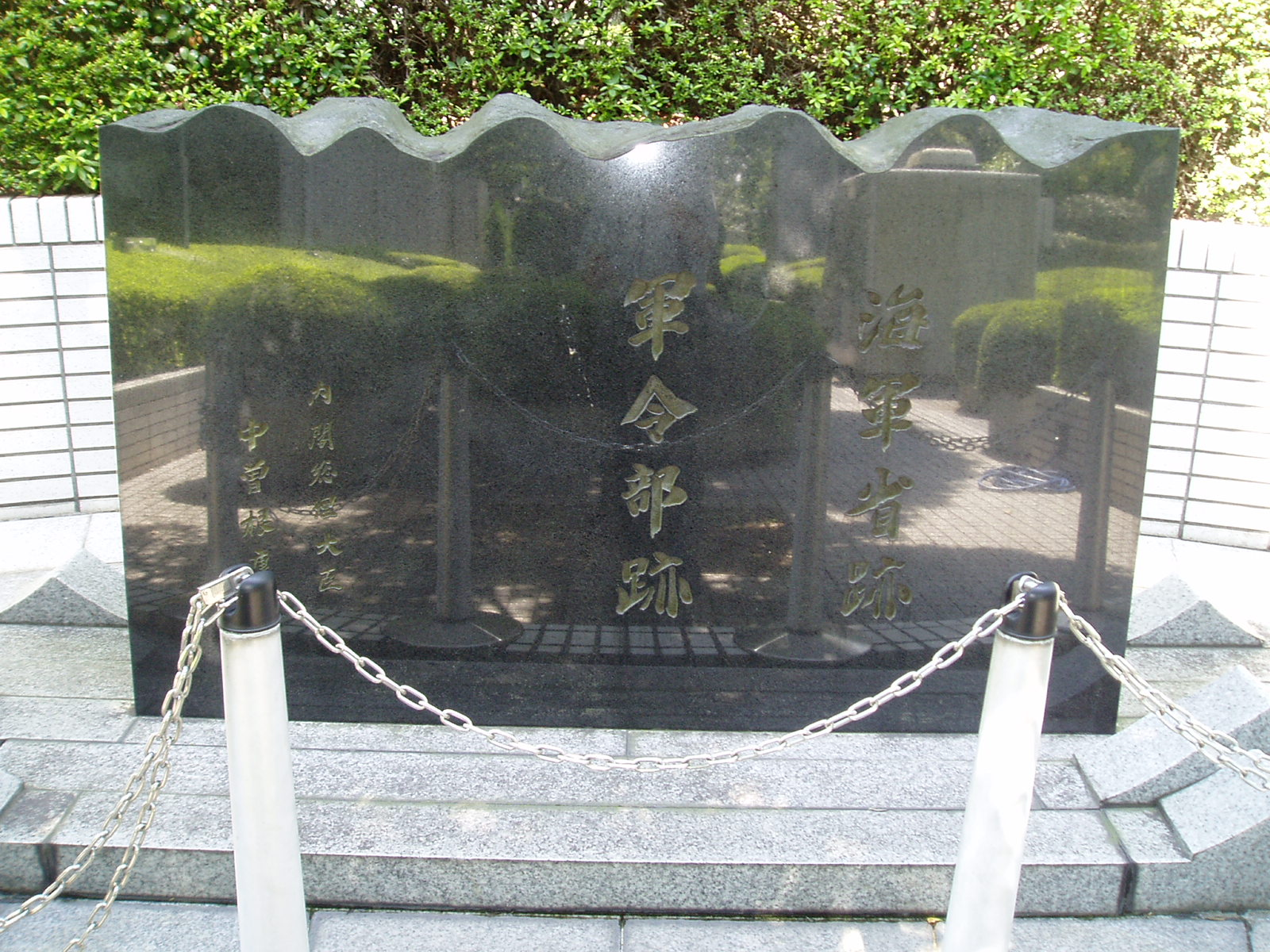
海軍省・軍令部の碑（現在の中央合同庁舎第5号館敷地内。揮毫者は海軍出身の中曽根康弘首相）

長たるものは海軍軍令部長（後に軍令部総長）であり、天皇によって海軍大将又は海軍中将が任命される。また、次長は総長を補佐する。この二官は御前会議の構成員でもある。
軍令部は主として作戦立案、用兵の運用を行う。また、戦時は連合艦隊司令長官が海軍の指揮・展開を行うが、作戦目標は軍令部が立案する。
設置当初、元老の山縣有朋を含む政府上層部は陸軍を尊重していたため、戦時大本営条例に基づき、大本営では本来陸軍の軍令機関であるはずの参謀本部の長官である参謀総長が天皇に対して帝国全軍の作戦用兵の責任を負うこととされた。これに対して海軍では一貫して陸軍と対等の地位を要求し続けた。そして日露戦争の直前に、山本権兵衛海軍大臣から戦時大本営条例を改め、海軍将官でも参謀総長になれるようにしたい（すなわち海軍将官が帝国全軍の統帥権を握れるようにしたい）と上奏を受けた明治天皇は、1903年（明治36年）9月12日にこの件を元帥府に諮ることを命じた。しかし元帥府はこの上奏を受け入れず、10月21日明治天皇は徳大寺実則侍従長を通じて山縣有朋元帥陸軍大将に再考を促した。結局、日露戦争が始まる機運があることから陸軍が折れ、戦時大本営条例が改定された（しかし軍令部の改名は受け入れられなかった）。これにより、海軍軍令部長は参謀総長と同等並列に作戦用兵に責任を負うこととなった。さらに伏見宮博恭王軍令部長の時には軍令部の位置づけが強化され、海軍の独立性がより高められた。
しかし、組織的には陸軍の方が圧倒的に大きく、特に将校の絶対数では陸軍に大きな差をつけられており、海軍は常に陸軍への吸収と隣り合わせだった。実際、近衛首相の時には日米開戦を避けるために「アメリカ海軍に勝てない」と海軍に告白させようと圧力がかけられ、海軍の存在意義が問われる事態に陥ったことがあった。これに苦慮した海軍省は海軍報道課長平出英夫海軍大佐（当時）を使って「海軍は無敵である」と盛んに宣伝し、海軍の存在意義を保とうとするが、軍令部はこれに困惑した。
また、太平洋戦争中、権力の集中を図るため東條首相の命で、嶋田繁太郎海軍大臣が軍令部総長を兼任した際には、海軍内部で大きな反発が起きたほか、戦力強化のため陸軍からたびたび統合案が持ち出されたが、統帥権を盾に統合を阻んだ。海軍の独立が確保できなければ終戦工作はより困難なものになっていたのではないかと、海軍反省会では指摘されている。
作戦指導の面では連合艦隊司令部に引きずられることが多く、「連合艦隊司令部東京出張所」と揶揄されることもあった。
真珠湾攻撃・マレー沖海戦による太平洋戦争の開戦から敗戦に至るまでについての内幕や反省点については、開戦時に一部一課で作戦を担当した佐薙毅をはじめとした部員達の証言が、海軍反省会に残されている。

## 沿革
- 1884年（明治17年）2月：海軍省達丙第21号により、海軍省の外局組織として軍事部が設置。
- 1886年（明治19年）3月：参謀本部条例改正により参謀本部海軍部が設置され、軍政と軍令が分離された。
- 1888年（明治21年）5月：海軍参謀本部となる。
- 1889年（明治22年）3月：海軍参謀部となり、再び海軍省の管轄下となる。
- 1893年（明治26年）5月：勅令第36号海軍省官制改訂により、軍令の管轄が海軍省から分離独立し海軍参謀部に移転する。
- 1893年（明治26年）5月：勅令第37号海軍軍令部条例により、海軍軍令部が設置される。軍令機関として、陸軍の参謀本部と平時に限り対等関係になる。
- 1903年（明治36年）12月：勅令第293号戦時大本営条例改訂により、戦時においても軍令機関として陸軍の参謀本部と対等関係になる。
- 1933年（昭和8年）10月：軍令海第5号軍令部令により、冠の"海軍"が外れ軍令部となり海軍軍令部長から軍令部総長となる。
- 1945年（昭和20年）10月15日：軍令海第8号によって、廃止される。

| 日付                      | 旧日本陸軍       | 旧日本海軍       | 根拠法令                     |
| ------------------------- | ---------------- | ---------------- | ---------------------------- |
| 1871年（明治4年）7月      | 兵部省陸軍参謀局 | 兵部省陸軍参謀局 | 兵部省職員令                 |
| 1874年（明治7年）6月18日  | 参謀局           |                  | 「参謀局條例」               |
| 1878年（明治11年）12月5日 | 参謀本部         |                  | 旧「参謀本部條例」           |
| 1884年（明治17年）2月     | 参謀本部         | 軍事部           |                              |
| 1886年（明治19年）3月18日 | 参謀本部         | 参謀本部         | 明治19年勅令                 |
| 1888年（明治21年）5月12日 | 陸軍参謀本部     | 海軍参謀本部     | 明治21年勅令第25号           |
| 1889年（明治22年）3月7日  | 参謀本部         | 海軍参謀部       | 明治22年勅令第25号・同第30号 |
| 1893年（明治26年）5月19日 | 参謀本部         | 海軍軍令部       | 明治26年勅令第37号           |
| 1933年（昭和8年）10月1日  | 参謀本部         | 軍令部           | 昭和8年軍令海第5号           |
| 1945年（昭和20年）        | (11月30日廃止)   | (10月15日廃止)   | 昭和20年軍令海第8号など      |

## 組織

### 海軍軍令部時代
1893年（明治26年）5月の海軍軍令部発足時の組織は次の通りであった。
- 海軍軍令部長（大将又は中将）
- 副官2人（大尉）
- 第1局（出師、作戦、沿岸防禦の計画、艦隊、軍隊の編制及び軍港、要港に関する事項についての部事を分担する。局長は大佐、局員は少佐2人、大尉4人。）
- 第2局（教育訓練の監視、諜報及び編纂に関する事項についての部事を分担する。局長は大佐、局員は少佐1人、大尉3人、局員ではない職員として機関少監[注釈 2]又は大機関士1人[注釈 3]、海軍編修1人、海軍編修書記5人。）
- 出仕将校（臨時に佐官又或いは大尉4人を置くことができた。）
- 公使館附将校（佐官或いは大尉8人）
- 海軍文庫主管（大尉）
- 書記3人、技手1人。

### 昭和時代
- 副官部
- 第一部　作戦担当
  - 第一課（作戦・編成）
  - 第二課（教育・演習）
- 第二部　軍備担当
  - 第三課（軍備・兵器）
  - 第四課（出動・動員）
- 第三部　情報担当
  - 第五課（米大陸情報）
  - 第六課（中国情報）
  - 第七課（ソ欧情報）
  - 第八課（英欧情報）
- 第四部　通信担当
  - 第九課（通信計画）
  - 第十課（暗号）
- 臨時戦史部・特務班

## 歴代軍令部総長
| 代 | 画像 | 姓名         | 就任時 階級 | 出身   | 海兵・海大 卒業期   | 就任                       | 備考                                                        | 次長                                               |
| -- | ---- | ------------ | ----------- | ------ | ------------------- | -------------------------- | ----------------------------------------------------------- | -------------------------------------------------- |
| 1  |      | 仁礼景範     | 海軍少将    | 鹿児島 | 草創                | 1886年（明治19年）3月16日  | 海軍軍令部長から参謀本部次官、 更に参謀本部海軍部長に改称。 |                                                    |
| 2  |      | 伊藤雋吉     | 海軍少将    | 京都   | 草創                | 1889年（明治22年）3月8日   | 海軍参謀部長に改称。                                        |                                                    |
| 3  |      | 有地品之允   | 海軍少将    | 山口   | 草創                | 1889年（明治22年）5月17日  |                                                             |                                                    |
| 4  |      | 井上良馨     | 海軍少将    | 鹿児島 | 草創                | 1891年（明治24年）6月17日  |                                                             |                                                    |
| 5  |      | 中牟田倉之助 | 海軍中将    | 佐賀   | 草創                | 1892年（明治25年）12月12日 | 海軍軍令部長に改称。                                        |                                                    |
| 6  |      | 樺山資紀     | 海軍中将    | 鹿児島 | 草創                | 1894年（明治27年）7月17日  |                                                             |                                                    |
| 7  |      | 伊東祐亨     | 海軍中将    | 鹿児島 | 草創                | 1895年（明治28年）5月11日  |                                                             | 諸岡頼之 伊集院五郎 上村彦之丞 出羽重遠 伊集院五郎 |
| 8  |      | 東郷平八郎   | 海軍大将    | 鹿児島 | 草創                | 1905年（明治38年）12月20日 |                                                             | 伊集院五郎 三須宗太郎                              |
| 9  |      | 伊集院五郎   | 海軍中将    | 鹿児島 | 海兵5期             | 1909年（明治42年）12月1日  |                                                             | 藤井較一                                           |
| 10 |      | 島村速雄     | 海軍中将    | 高知   | 海兵7期             | 1914年（大正3年）4月22日   |                                                             | 山下源太郎 佐藤鉄太郎 山屋他人 竹下勇              |
| 11 |      | 山下源太郎   | 海軍大将    | 山形   | 海兵10期            | 1920年（大正9年）10月1日   |                                                             | 安保清種 加藤寛治 堀内三郎 斎藤七五郎              |
| 12 |      | 鈴木貫太郎   | 海軍大将    | 千葉   | 海兵14期 海大1期    | 1925年（大正14年）4月15日  |                                                             | 斎藤七五郎 野村吉三郎 末次信正                     |
| 13 |      | 加藤寛治     | 海軍大将    | 福井   | 海兵18期            | 1929年（昭和4年）1月22日   |                                                             | 末次信正                                           |
| 14 |      | 谷口尚真     | 海軍大将    | 広島   | 海兵19期 海大3期    | 1930年（昭和5年）6月11日   |                                                             | 永野修身 百武源吾                                  |
| 15 |      | 伏見宮博恭王 | 海軍大将    | 皇族   | 独海大 （18期相当） | 1932年（昭和7年）2月2日    | 軍令部総長に改称。                                          | 高橋三吉 加藤隆義 嶋田繁太郎 古賀峯一 近藤信竹     |
| 16 |      | 永野修身     | 海軍大将    | 高知   | 海兵28期 海大8期    | 1941年（昭和16年）4月9日   |                                                             | 近藤信竹 伊藤整一                                  |
| 17 |      | 嶋田繁太郎   | 海軍大将    | 東京   | 海兵32期 海大13期   | 1944年（昭和19年）2月21日  |                                                             | 塚原二四三                                         |
| 18 |      | 及川古志郎   | 海軍大将    | 岩手   | 海兵31期 海大13期   | 1944年（昭和19年）8月2日   |                                                             | 塚原二四三 小沢治三郎                              |
| 19 |      | 豊田副武     | 海軍大将    | 大分   | 海兵33期 海大15期   | 1945年（昭和20年）5月29日  | 1945年（昭和20年）10月15日、 軍令海第8号により廃止。        | 大西瀧治郎 高柳儀八                                |

## 戦史資料の焼却
1945年（昭和20年）8月、軍令部戦史部勤務の島田俊彦は、疎開先の山中湖畔（現在の山梨県南都留郡山中湖村）のニューグランドホテルで機密書類の焼却を命じられ、いくらかの日中関係資料を残して全てを焼却したと書いている。命令は海軍大臣から出され、当時の戦史部の部長は長井純隆大佐であった。